# Juan Ramón Fernández
Juan Ramón Fernández, né le 30 août 1954, à Badalone, en Espagne, est un ancien joueur de basket-ball espagnol. Il évolue au poste d'ailier. Il est le père de Marc Fernández.

## Palmarès
- Champion d'Espagne 1978, 1981
- Coupe du Roi 1976, 1980, 1981, 1982